# Нгуен Кхань Тоан
Нгуен Кхань Тоан (вьет. Nguyễn Khánh Toàn; 1 августа 1905, Винь, Нгеан — 9 декабря 1993, Ханой) — вьетнамский политический и общественный деятель, историк. Иностранный член АН СССР (1976). Кавалер вьетнамского ордена Золотой Звезды.

## Биография
Родился в бедной семье государственного служащего. Окончил отделение гуманитарных наук Ханойского университета (Индокитайского педагогического техникума) в 1926 году. Хотя учился хорошо, но из-за своей антиколониальной деятельности не получил работы учителем, а едва стал редактором новой газеты, как губернатор Кохинхины приказал отстранить его от должности и арестовать. 
Член Коммунистической партии Вьетнама с 1931 года. 
В 1928 году эмигрировал во Францию, учился в Коммунистическом университете трудящихся Востока и защитил там диссертацию в 1930 году. Был сотрудником Коминтерна, делегировался в Китай. Вернулся во Вьетнам только в 1945 году, после победы Августовской революции.
В 1946 году он был назначен заместителем министра образования. С 1965 по 1982 год работал председателем Комитета по общественным наукам СРВ. Депутат Национального собрания Вьетнама II и III созывов (1960–1971).
Автор работ по истории Вьетнама («Краткая история Вьетнама», 1952; «Об образовании абсолютной монархии во Вьетнаме в средневековье», 1952; «Хо Ши Мин», 1969), всеобщей истории, а также по вопросам литературы, языкознания, педагогики. 
Главный редактор фундаментальных трудов по истории Вьетнама («История Вьетнама», т. 1, 1972), вьетнамскому языку и литературе.
Был избран иностранным академиком АН СССР и АН ГДР. В 1996 году посмертно награждён премией Хо Ши Мина в области науки за комплекс работ в области истории.